# 杨明斋

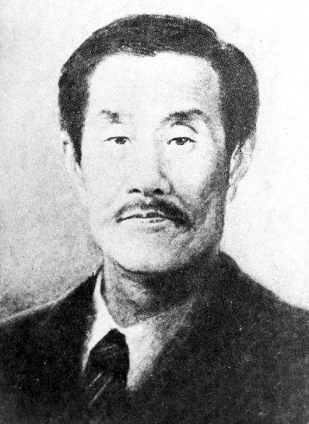

杨明斋（1882年—1938年5月26日），本名好德，字明斋，男，山东平度人，旅蘇华侨，中共早期革命活动家，曾受共产国际派遣，参加中国共产党的创建，是中共創始人之一。

## 生平

### 早期生涯
杨明斋1882年出生在山东省平度县的农民家中，7岁开始读私垫，16岁辍学务农。1901年春，被迫闯关东后进入俄罗斯海参崴做工谋生。1908年在西伯利亚做工人，半工半读。积极参加了布尔什维克党领导的工人运动，并被推选为华工代表。1917年，在资产阶级临时政府外交机关当职员，十月革命前后入布尔什维克党。十月革命后，被保送进入莫斯科东方劳动者共产主义大学系统地学习马克思列宁主义。1920年，被派回到日本占领下的海参崴，以华侨联合会负责人身份从事秘密活动。

### 参加中国共产党的创立
1920年3月，共产国际远东书记处派维经斯基（化名吴廷康）来中国“了解中国国内情况，同中国革命组织建立联系，同时考察是否有可能在上海建立共产国际东南亚书记处”。杨明斋作为维金斯基的翻译兼助手一同来华。到达北京后，通过苏俄驻中国大使馆的关系，找到在北京大学图书馆任馆长的李大钊。杨明斋陪同维金斯基在北京多次与李大钊等人会谈，取得了建党的共识。
5月，经李大钊的介绍，杨明斋陪同维金斯基转往上海，与陈独秀等人进行了多次会谈和交流，并取得了共识。同月，参与了陈独秀发起成立的上海马克思主义研究会，参加者有陈独秀、李汉俊、沈玄庐、邵力子、陈望道等20余人。为了方便开展活动，杨明斋在上海霞飞路渔阳里六号（今淮海中路567弄6号）租赁了一幢二层楼房。中俄通讯社、外国语学社、中国共产党上海发起组和中国社会主义青年团中央机关都设立在这里。
7月，杨明斋开办中俄通讯社（后改名华俄通讯社）。8月，杨明斋作为发起人之一，与陈独秀、李汉俊、李达、沈玄庐、陈望道、俞秀松、施存统等人共同成立了中国共产党（1949年以后称为“上海共产主义小组”）。此时他由俄共党员转为中共党员。他参与决定将《新青年》杂志改为发起组织的机关刊物，22日，杨明斋和俞秀松受陈独秀与发起组的委托，又成立了上海社会主义青年团。9月，为了培养青年干部，杨明斋成立了外国语学社，并担任社长。上海外国语学社于1920年9月30日开始招生。中共早期的领导人刘少奇、任弼时、萧劲光等人都在这里学习俄语和马克思主义。
10月3日，上海机器工人代表在渔阳里六号召开上海机器工会发起会，杨明斋和陈独秀受邀参加并被聘为荣誉会员。会上发表演讲号召工人们要组织起来争取自己的利益。11月7日，中国共产党上海发起组主办，杨明斋参与创办的秘密刊物《共产党》月刊在上海创刊。秋天，杨明斋还回山东，在济南与王尽美、邓恩铭等会谈，推动了济南共产党小组的建立。
1920年，杨明斋具体安排刘少奇、任弼时、萧劲光等20余人经海参崴赴苏联勤工俭学。
1921年春，各地共产主义小组相继建立后，杨明斋受上海共产主义小组派遣到达伊尔库次克，向共产国际远东书记处汇报中共建党情况。杨明斋与张太雷一起，参加共产国际远东书记处中国科的筹建工作。6月，与张太雷赴莫斯科，代表中国共产党，社会主义青年团，参加了共产国际第三次代表大会。7月中共一大后，杨明斋主要从事党的理论教育和宣传工作。9月，陈独秀由广州回到上海任中共中央局书记，成立党的支部，他为支部成员。
1922年7月，杨明斋参加中共二大。后任苏联顾问团翻译。后来杨与陈独秀因国共合作问题产生分歧，杨反对国共合作，于是离开广州，到上海翻译托尔斯泰的小说《假利券》，再到北京居住，担任中共北方区党报《工人周刊》编委和劳动通讯社编委。1924年6月，杨明斋出版了《评中西文化观》一书。
1925年夏，国民党在广州召开“一大”，杨明斋在广州任苏联顾问团翻译。10月，杨明斋受共产党委托，在上海负责接收和选送赴莫斯科中山大学的学员，并亲自率张闻天、王稼祥、乌兰夫，伍修权等人前往苏联。11月底到达莫斯科。后杨明斋留在中山大学负责总务工作。

### 1927年后
1927年蒋介石发动清党后，第一次国共合作失败，中国共产党处境艰难。此时莫斯科中山大学拉狄克校长被撤职，亲斯大林的米夫担任校长，杨明斋与之思想产生分歧，于是提出回国。他到上海后，中共中央审查了他的履历，指派他到天津去处理一些不太重要的地方工作。他先是居住在北平一座只有一门一窗的狭窄屋子里，1928年10月,他写成5万字的《中国社会改造原理》上卷，然后被安排到丰润县车轴山中学，以国文教员的身份作掩护。此时他完成了全部18万字的《中国社会改造原理》。此后由于失去联络，杨明斋再未见诸中共档案。
实际上，杨明斋辞去教职后进入西伯利亚，准备赴莫斯科向共产国际说明陈独秀及中国革命的情况。但不久被苏联政府逮捕。1931年，杨明斋以“叛逃者”身份被流放到托木斯克当勤杂工。流放期间，他仍打算就中国的革命形势写书，名字选择《社会生存本义》或《伟大革命和伟大创作》或《伟大破坏和伟大建设》。他曾写信给张国焘，但张此时已经离开苏联，当时共产国际的中共代表王明等人没有理会过他，只有在西伯利亚内务部工作的师哲看望过他。1934年8月杨明斋流放期满回到莫斯科，在工人出版社任职投递员、誊写员、校对员。
1938年2月，杨明斋被共产国际以“偷越国境、擅离革命岗位”等罪名逮捕，5月26日被处决。

## 著作
- 《评中西文化观》
- 《中国社会改造原理》